# Campeonato Mundial de Halterofilismo de 2015 - Até 62 kg masculino
A categoria até 62 kg masculino foi um evento do Campeonato Mundial de Halterofilismo de 2015, disputado no Centro de Convenções George R. Brown, em Houston, nos Estados Unidos, entre 20 a 22 de novembro de 2015. 

## Calendário
Horário local (UTC-6) 
| Dia            | Horário | Fase    |
| -------------- | ------- | ------- |
| 20 de novembro | 11:00   | Grupo D |
| 21 de novembro | 09:00   | Grupo C |
| 21 de novembro | 19:25   | Grupo B |
| 22 de novembro | 17:25   | Grupo A |

## Medalhistas
| Evento    | Ouro             | Ouro   | Prata                    | Prata  | Bronze               | Bronze |
| --------- | ---------------- | ------ | ------------------------ | ------ | -------------------- | ------ |
| Arranque  | Chen Lijun (CHN) | 150 kg | Francisco Mosquera (COL) | 140 kg | Óscar Figueroa (COL) | 140 kg |
| Arremesso | Chen Lijun (CHN) | 183 kg | Francisco Mosquera (COL) | 175 kg | Óscar Figueroa (COL) | 175 kg |
| Total     | Chen Lijun (CHN) | 333 kg | Francisco Mosquera (COL) | 315 kg | Óscar Figueroa (COL) | 315 kg |

## Recordes
Antes desta competição, o recorde mundial da prova era o seguinte:
| Recorde         | Tipo      | Atleta            | Peso   | Local   | Data                   |
| Recorde Mundial | Arranque  | Kim Un-guk (PRK)  | 154 kg | Incheon | 21 de setembro de 2014 |
| Recorde Mundial | Arremesso | Le Maosheng (CHN) | 182 kg | Busan   | 2 de outubro de 2002   |
| Recorde Mundial | Total     | Kim Un-guk (PRK)  | 332 kg | Incheon | 21 de setembro de 2014 |

Os seguintes novos recordes foram estabelecidos durante esta competição.
| Arremesso | 183 kg | Chen Lijun (CHN) | Recorde mundial |
| Total     | 333 kg | Chen Lijun (CHN) | Recorde mundial |

## Resultado
Os resultados foram os seguintes. 
| Pos.              | Atleta                         | Grupo | Peso  | Arranque (kg) | Arranque (kg) | Arranque (kg) | Arranque (kg)     | Arremesso (kg) | Arremesso (kg) | Arremesso (kg) | Arremesso (kg)    | Total |
| Pos.              | Atleta                         | Grupo | Peso  | 1             | 2             | 3             | Resultado         | 1              | 2              | 3              | Resultado         | Total |
| ----------------- | ------------------------------ | ----- | ----- | ------------- | ------------- | ------------- | ----------------- | -------------- | -------------- | -------------- | ----------------- | ----- |
| Medalha de ouro   | Chen Lijun (CHN)               | A     | 61.89 | 145           | 150           | 152           | Medalha de ouro   | 175            | 179            | 183            | Medalha de ouro   | 333   |
| Medalha de prata  | Francisco Mosquera (COL)       | A     | 61.50 | 135           | 140           | 142           | Medalha de prata  | 170            | 175            | 177            | Medalha de prata  | 315   |
| Medalha de bronze | Óscar Figueroa (COL)           | A     | 61.87 | 135           | 140           | 140           | Medalha de bronze | 175            | 180            | 180            | Medalha de bronze | 315   |
| 4                 | Eko Yuli Irawan (INA)          | A     | 61.94 | 138           | 142           | 143           | 4                 | 166            | 176            | 177            | 5                 | 304   |
| 5                 | Sin Chol-bom (PRK)             | A     | 61.78 | 127           | 130           | 132           | 9                 | 167            | 170            | 175            | 4                 | 300   |
| 6                 | Yoichi Itokazu (JPN)           | B     | 61.90 | 126           | 130           | 132           | 7                 | 158            | 162            | 165            | 7                 | 294   |
| 7                 | Hurşit Atak (TUR)              | A     | 61.96 | 125           | 128           | 128           | 10                | 160            | 160            | 167            | 8                 | 288   |
| 8                 | Han Myeong-mok (KOR)           | A     | 61.90 | 133           | 133           | 133           | 6                 | 154            | 154            | 158            | 19                | 287   |
| 9                 | Bünyamin Sezer (TUR)           | A     | 61.93 | 130           | 130           | 134           | 5                 | 150            | 150            | 153            | 20                | 287   |
| 10                | Florin Croitoru (ROU)          | B     | 61.46 | 127           | 131           | 131           | 8                 | 150            | 155            | 158            | 15                | 286   |
| 11                | Muhammad Hasbi (INA)           | B     | 61.82 | 123           | 123           | 127           | 11                | 159            | 164            | 164            | 9                 | 286   |
| 12                | Jesús López (VEN)              | B     | 61.91 | 123           | 126           | 128           | 15                | 152            | 156            | 158            | 11                | 284   |
| 13                | Trần Lê Quốc Toàn (VIE)        | B     | 60.56 | 120           | 125           | 125           | 17                | 152            | 158            | 161            | 10                | 283   |
| 14                | Iurie Dudoglo (MDA)            | B     | 61.25 | 123           | 126           | 126           | 14                | 152            | 157            | 160            | 12                | 283   |
| 15                | Thawatchai Phonchiangsa (THA)  | B     | 61.91 | 123           | 127           | 127           | 12                | 156            | 160            | 160            | 14                | 283   |
| 16                | Antonio Vázquez (MEX)          | C     | 61.97 | 118           | 122           | 122           | 32                | 155            | 160            | 165            | 6                 | 283   |
| 17                | Ahmed Saad (EGY)               | B     | 61.97 | 122           | 127           | 127           | 13                | 152            | 158            | —              | 22                | 279   |
| 18                | Adkhamjon Ergashev (UZB)       | C     | 61.84 | 117           | 119           | 122           | 24                | 148            | 152            | 156            | 13                | 278   |
| 19                | Withawat Kritphet (THA)        | C     | 61.72 | 120           | 123           | 123           | 20                | 150            | 154            | 155            | 18                | 277   |
| 20                | Abdullatif Al-Abdullatif (KSA) | C     | 61.93 | 114           | 119           | 122           | 25                | 149            | 155            | 155            | 16                | 277   |
| 21                | Ionuț Ilie (ROU)               | B     | 61.95 | 122           | 122           | 126           | 26                | 145            | 150            | 155            | 17                | 277   |
| 22                | Kao Chan-hung (TPE)            | D     | 61.92 | 120           | 124           | 126           | 16                | 142            | 147            | 150            | 26                | 276   |
| 23                | Majid Askari (IRI)             | B     | 61.82 | 122           | 127           | 128           | 23                | 152            | 152            | 162            | 21                | 274   |
| 24                | Roy López (VEN)                | C     | 61.59 | 123           | 127           | 127           | 19                | 145            | 145            | 150            | 24                | 273   |
| 25                | Gergely Soóky (HUN)            | B     | 61.77 | 116           | 121           | 121           | 27                | 151            | 157            | 157            | 23                | 272   |
| 26                | Yosuke Nakayama (JPN)          | C     | 61.78 | 118           | 122           | 125           | 22                | 143            | 147            | 149            | 28                | 271   |
| 27                | Morea Baru (PNG)               | C     | 61.73 | 115           | 120           | 120           | 28                | 150            | 150            | 158            | 25                | 270   |
| 28                | Dimitris Minasidis (CYP)       | C     | 62.00 | 119           | 123           | 123           | 21                | 145            | 145            | 145            | 31                | 268   |
| 29                | Derrick Johnson (USA)          | B     | 62.00 | 120           | 124           | 124           | 29                | 147            | 147            | 147            | 29                | 267   |
| 30                | Syrgak Abdyramanov (KGZ)       | D     | 61.85 | 120           | 125           | 130           | 18                | 140            | 147            | 147            | 37                | 265   |
| 31                | Sudesh Peiris (SRI)            | C     | 61.68 | 118           | 118           | 118           | 31                | 145            | 150            | 150            | 30                | 263   |
| 32                | Charles Ssekyaaya (UGA)        | D     | 62.00 | 105           | 110           | 113           | 37                | 140            | 145            | 150            | 27                | 263   |
| 33                | Cristhian Zurita (ECU)         | D     | 61.52 | 118           | 123           | 123           | 30                | 141            | 141            | 144            | 35                | 259   |
| 34                | Iván García (ESP)              | D     | 61.80 | 110           | 115           | 118           | 35                | 135            | 140            | 144            | 33                | 259   |
| 35                | Huang Ding-chieh (TPE)         | D     | 61.72 | 110           | 114           | 116           | 36                | 140            | 144            | 144            | 32                | 258   |
| 36                | Enkhjargalyn Mönkhdöl (MGL)    | D     | 61.94 | 116           | 120           | 120           | 34                | 138            | 142            | 152            | 34                | 258   |
| 37                | Deepak Lather (IND)            | C     | 61.37 | 116           | 120           | 120           | 33                | 135            | 140            | 140            | 36                | 256   |
| 38                | Petar Angelov (BUL)            | D     | 61.93 | 110           | 110           | 113           | 38                | 130            | 135            | 140            | 40                | 245   |
| 39                | Ianne Guiñares (NZL)           | D     | 61.43 | 108           | 111           | 111           | 39                | 136            | 136            | 136            | 39                | 244   |
| 40                | Abdulrahman Al-Beladi (KSA)    | D     | 61.93 | 104           | 108           | 114           | 40                | 128            | 134            | 135            | 41                | 243   |
| —                 | Stilyan Grozdev (BUL)          | D     | 60.89 | 110           | 110           | 110           | —                 | 130            | 135            | 137            | 38                | —     |
| —                 | Julio Salamanca (ESA)          | C     | 61.68 | 117           | 117           | 117           | —                 | —              | —              | —              | —                 | —     |
| DSQ               | Kim Un-guk (PRK)               | A     | 61.88 | 146           | 151           | 155           | —                 | 172            | 177            | 179            | —                 | —     |
| DSQ               | Valentin Hristov (AZE)         | A     | 61.67 | 137           | 141           | 143           | —                 | 171            | 176            | 181            | —                 | —     |
| DSQ               | Stanislau Chadovich (BLR)      | A     | 61.75 | 131           | 135           | 137           | —                 | 159            | 159            | 163            | —                 | —     |
| DSQ               | Ümürbek Bazarbaýew (TKM)       | B     | 61.93 | 128           | 128           | 132           | —                 | 152            | 155            | 156            | —                 | —     |
| DSQ               | Ghenadie Dudoglo (MDA)         | C     | 61.50 | 123           | 126           | 126           | —                 | 143            | 147            | 149            | —                 | —     |